# 앨런 아킨
앨런 아킨(Alan Arkin, 1934년 3월 26일~2023년 6월 29일)은 미국의 배우이다.

## 출연 작품
- 가위손
- 동창회 대소동
- 인간 로케티어
- 겟 스마트 - 국장 역
- 고잉 인 스타일 - 앨버트 역
- 덤보 - J. 그리핀 레밍턴 역
- 스펜서 컨피덴셜 - 헨리 시몰리 역

## 수상 경력
- 1967년 제24회 골든글로브시상식 뮤지컬/코미디부문 남우주연상
- 1968년 캔자스시티비평가협회상 남우주연상
- 1968년 제33회 뉴욕비평가협회상 남우주연상
- 1969년 캔자스시티비평가협회상 남우주연상
- 1975년 제40회 뉴욕비평가협회상 남우조연상
- 1981년 지니 어워즈 외국배우상
- 1985년 지니 어워즈 남우조연상
- 1992년 바야돌리드국제영화제 남우주연상
- 2001년 제22회 보스턴비평가협회상 남우조연상
- 2007년 제13회 미국배우조합상 영화부문 캐스팅상
- 2007년 제22회 인디펜던트스피릿어워즈 남우조연상
- 2007년 벤쿠버비평가협회상 남우조연상
- 2007년 제60회 영국아카데미시상식 남우조연상
- 2007년 제79회 아카데미시상식 남우조연상